# Parc national de Plaisance
Le parc national de Plaisance, d'une superficie de 28,10 km², est situé sur la rive nord de la rivière des Outaouais près de la municipalité de Plaisance. Ce parc a été créé en 2002 dans le but de protéger une partie des marais de la rivière des Outaouais. Il est aussi une halte migratoire importante pour la bernache du Canada.
Le parc est géré par le gouvernement québécois à travers la Société des établissements de plein air du Québec (SÉPAQ).

## Galerie

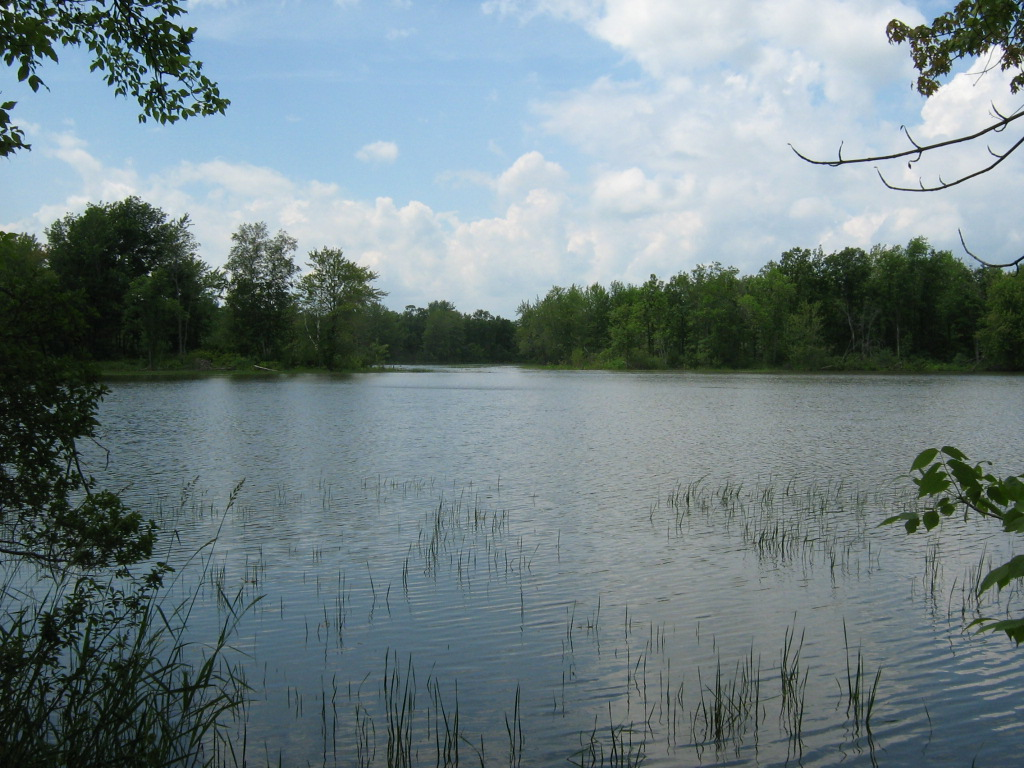
Vue de la baie de la Pentecôte
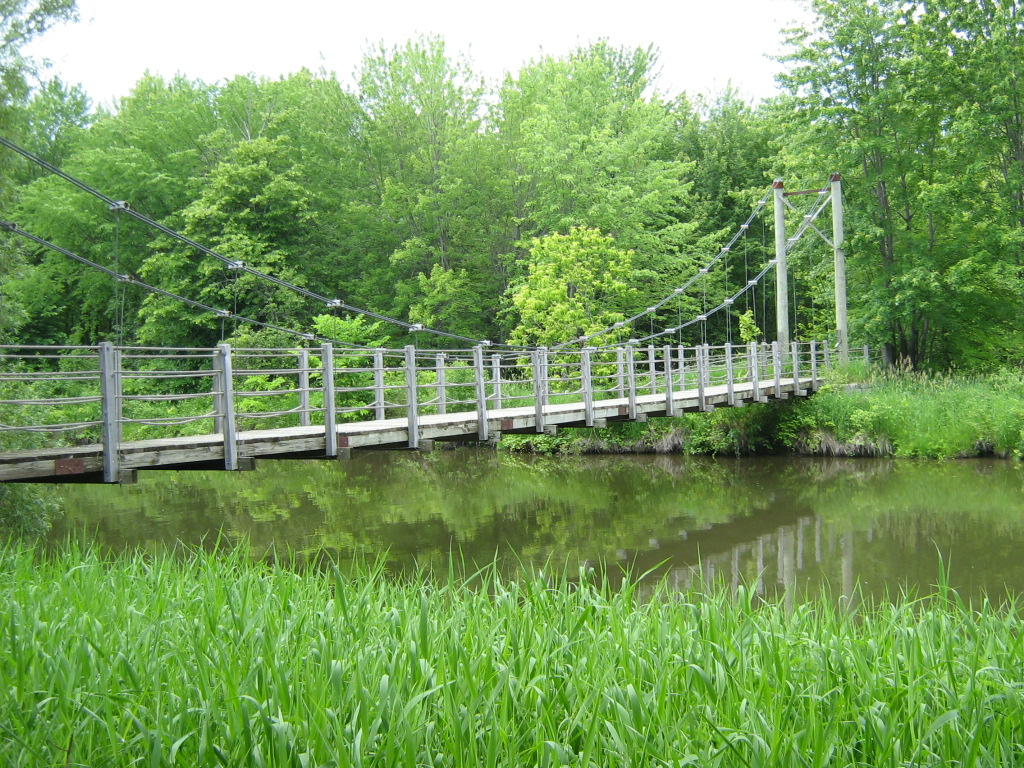
Pont suspendu sur le canal de la Petite Nation

|  |